# Zelotes pyrenaeus
Zelotes pyrenaeus este o specie de păianjeni din genul Zelotes, familia Gnaphosidae, descrisă de Di Franco și Blick în anul 2003.
Este endemică în Franța. Conform Catalogue of Life specia Zelotes pyrenaeus nu are subspecii cunoscute.